# Yvon Rodrigues Vieira

Yvon Rodrigues Vieira (Belo Horizonte, 23 de fevereiro de 1905 - Belo Horizonte, 15 de fevereiro de 1979) foi um médico anatomopatologista e leprólogo brasileiro.
Graduou-se em medicina pela Faculdade de Medicina da UFMG, em Belo Horizonte, em 1926 (na época, Escola de Medicina de Belo Horizonte, federalizada posteriormente).
Trabalhou no Departamento de Anatomia Patológica da UFMG (entre 1927 e 1936); foi médico do Serviço Público do Estado de Minas Gerais, no setor de profilaxia do Mal de Hansen, participando de estudos, campanhas e conferências de âmbito nacional e continental, visando melhor abordagem médica e humanitária da moléstia. Trabalhou como patologista no Laboratório Central do Departamento de Lepra do Estado de Minas Gerais, .
Foi membro do Conselho Diretor da Sociedade Mineira de Cultura, , mantenedora das Faculdades Católicas de Minas Gerais, e co-fundador da Pontifícia Universidade Católica de Minas Gerais; Co-fundador da Faculdade de Ciências Médicas de Minas Gerais, professor nas disciplinas de Histologia e Embriologia; professor de Medicina Legal na Faculdade de Direito.[carece de fontes?]